# China Clipper
China Clipper ist ein US-amerikanisches Filmdrama aus dem Jahr 1936 unter der Regie von Ray Enright, dessen Hauptrollen mit Pat O’Brien, Ross Alexander, Beverly Roberts, Humphrey Bogart und Marie Wilson in einem Film aus der Pionierzeit des Langstreckenflugs
besetzt sind.
Eines der damaligen Filmplakate warb wie folgt für den Film: „Erst als Amerika den größten Ozean der Welt überquert hatte, konnte Warner Bros. dieses größte aller Luftdramen verfilmen! Machen Sie sich auf den Weg zu den Küsten Chinas … oder auf den Meeresgrund … in diesem sensationellen Drama über das Kriegsass, das alle Rekorde für waghalsige Eroberungen in der Luft brechen musste! Gefilmt mit all dem blutigen Realismus, den Sie von den Produzenten, dem Autor und dem Star von Ceiling erwarten.“

## Handlung
Dave Logan ist Mitte der 1930er-Jahre besessen von der Idee, mit einem Passagierclipper nach China zu fliegen, ohne zwischenzulanden. Dafür baut er ein hochseetaugliches Flugboot, das es von San Francisco bis China schaffen soll, da er erkannt hat, dass ein kommerzieller Flugdienst enormes Potenzial hat. Inspiriert hat ihn Lindberghs Nonstop-Flug über den Atlantik. Logans Chef Jim Horn versucht, Logan von seinem Plan abzubringen. Logans Frau Jean bittet ihn ebenfalls, auch wieder Zeit für sie zu haben, Logan lässt sich jedoch nicht beirren und heuert den Piloten Tom Collins, seinen Kumpel während des Ersten Weltkriegs an, ebenso wie den Flugzeugkonstrukteur „Dad“ Brunn, um mit ihnen eine Fluglinie zwischen Philadelphia und Washington DC zu gründen.
Auch durch Misserfolge mit ihrer Fluggesellschaft lassen sich deren Gründer nicht beirren. Obwohl das Unternehmen im Laufe der Jahre expandiert, hat es immer wieder gegen den Widerstand von Aufsichtsbehörden und Geldgebern zu kämpfen. Sie gründen sogar eine weitere Fluggesellschaft in Key West in Florida, um Post im Gebiet der gesamten Karibik auszuliefern. Als die Fluggesellschaft zu florieren beginnt, schließt sich ihr auch der mit Dave Logan befreundete Hap Stuart an. Der Erfolg der neuen Linie bestärkt Logan weiter darin, über den Pazifik zu fliegen. Seine alte Besessenheit kommt zurück und macht allen um ihn herum das Leben schwer, vor allem aber seiner Frau und seinen Freunden. Da Logan keinerlei Einsicht zeigt und ohne Rücksicht auf Verluste an seinen Plänen festhält, führt das letztendlich dazu, dass seine Frau ihn verlässt und Stuart kündigt und sich zurückzieht. Um den Pazifikflug zu finanzieren, nimmt Logan eine Hypothek auf seine südamerikanische Linie auf. Sein Opfer beeindruckt Hap Stuart so sehr, dass er zurückkehrt und sich als Pilot des neuen Flugzeugs zur Verfügung stellt.
Für Dad Brunn wird der China Clipper zu seinem letzten Projekt, kurz nachdem das Flugzeug gestartet ist, erliegt er einen Herzkrankheit. Als der China Clipper dann vor der chinesischen Küste in einen schweren Taifun gerät, will Logan den historischen Flug absagen, doch Stuart schafft es, das große Flugboot sicher und mit einem minimalen Vorsprung zu landen, was dem Unternehmen einen der wichtigsten Luftfahrtverträge sichert. Für Logan bedeutet es, dass man seine Arbeit und Handlungsweise nun so bewertet, wie er es sich immer erträumt hat. Doch die hohen Kosten, die ihm dieser Erfolg beschert hat, ernüchtern ihn. Und so beschließt er, sich wieder mehr um seine Frau zu kümmern und die Zukunft seiner ersten weltweit agierenden Fluggesellschaft zu sichern.

## Produktion

### Produktionsnotizen, Hintergrundinformationen
Es handelt sich um eine First National Pictures Produktion im Verleih der Muttergesellschaft Warner Brothers. Gedreht wurde in den Warner Brothers Burbank Studios in Burbank in Kalifornien in den USA. Für die Spezialeffekt im Film waren Fred Jackman, Willard Van Enger und Hans F. Koenekamp zuständig.

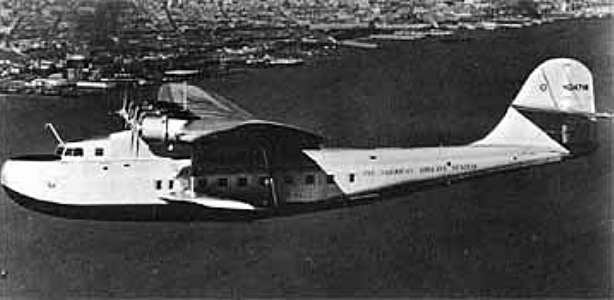
Martin M-130 während eines Fluges

Für den Schauspieler Henry B. Walthall war dies sein letzter Auftritt in einem Film. Er erkrankte während der Dreharbeiten schwer und starb noch während der laufenden Produktion. Seine Krankheit und sein Tod wurden in den Film eingebaut.
Der Autor des Drehbuchs Frank „Spig“ Wead verfasste sein Drehbuch als kaum verhüllte Biografie des Flugpioniers Juan Trippe und insbesondere dessen Leben in der Zeit, als Pan American World Airways gegründet wurde. Pan Am wirkte an dem Film mit, so dass im gesamten Film auch aktuelle Wochenschau- und Produktionsaufnahmen der Martin M-130 verwendet werden. Man wollte die Geschichte dadurch dem wirklichen Leben von Trippe nahebringen. Der Flughistoriker Mark Carlson sah in dem Film jedoch eine verschleierte Werbung für eine der einst größten Fluggesellschaften der Welt.
Die Flugsequenzen im Film wurden mit Paul Mantz gedreht, einem seinerzeit berühmen Hollywood-Stuntpiloten, der mit den Veteranen Elmer Dyer und Hans F. Koenekamp zusammenarbeitete, um realistische Luftaufnahmen zu erhalten. In einigen Szenen ist das Flugzeug beim Überfliegen der unvollendeten San Francisco-Oakland Bay Bridge, die seinerzeit noch im Bau war, zu sehen.
James Cagney sagte einmal zu einem Freund, wer sieben Jahre bei Warner Bros. durchhalte, könne alles durchstehen. In den dreißiger und vierziger Jahren produzierte Warner Filme nach Schema F, bis die Talente buchstäblich erschöpft waren. Als die Machthaber erst einmal herausgefunden hatten, was beim Publikum ankam, schufteten ihre Leute bis zum Umfallen. Dennoch sei es vielen Künstlern gelungen, die Fließbandarbeit zu durchbrechen und unvergessliche Charaktere zu erschaffen. Humphrey Bogart, der in einer Endlosschleife von Wegwerf-Gangsterrollen gefangen schien, ist ein Paradebeispiel dafür. Zwar gehöre er in China Clipper wieder zu den Nebendarstellern, nutze aber die Gelegenheit, einen Guten zu spielen, so gut er es könne.
Alan G. Barbour schrieb in seiner Biografie über Humphrey Bogart, dass dieser für diesen Film vorübergehend das Feld des Verbrechens verlassen habe, um einen etwas ehrbareren Typen darzustellen. Bogart habe die „nicht gerade vornehme Rolle eines großmäuligen Piloten zu spielen, der sich oft mit O’Brien auf heftige Wortgefechte“ einlasse. China Clipper sei zwar nur ein „künstlich konstruiertes Drama“, besitze aber „doch einen gewissen Wert, weil aktuelle Nachrichten und Archivfotos eingeblendet“ seien, die wirkliche China Clippers in Aktion zeigten. Eine „besonders aufregende Einblendung“ sei „das Mammutflugzeug beim Überfliegen einer noch unvollendeten Golden Gate Bridge, deren gigantische Arme sich im leeren Raum gegenüberragen“ würden und „geduldig auf die letzten Verbindungsglieder warten“ würden.

### Veröffentlichung
Die Uraufführung des Films fand am 12. August 1936 in New York den Vereinigten Staaten statt und startete am 22. August 1936 im gesamten Land. Im Vereinigten Königreich wurde der Film am 10. September 1936 in London veröffentlicht, in Australien am 12. Februar 1937, in Finnland am 14. Februar 1937, in Frankreich am 5. März 1937, in Schweden am 5. März 1937 und in Dänemark am 17. Mai 1937. Am 27. Oktober 1956 wurde der Films erstmals in Tucson in Arizona im Fernsehen gezeigt. Veröffentlicht wurde der Film zudem in Belgien, Brasilien, Griechenland, Italien, Japan, in der Sowjetunion und in Venezuela.

## Kritik
Trotz oder wegen der für Warner Bros. typischen Besetzung und Handlung sei der Film seinerzeit vom Publikum gut aufgenommen worden, auch, da die Verpackung nicht von einer zeitgemäßen Darstellung eines transpazifischen Fluges abgelenkt habe. In seiner Kritik für die New York Times führte Frank S. Nugent aus, Warner Brothers hätten im Zusammenhang mit Pan American Airways der Luftfahrtgeschichte auf der Leinwand mit China Clipper ein weiteres lebhaftes Kapitel hinzugefügt. Der Film sei eine faszinierende und überraschend wörtliche Dramatisierung des transpazifischen Fluges der China Clipper im vergangenen November und verdiene sowohl für seine technische Genauigkeit als auch für seine ziemlich erstaunliche Weigerung, die Reise des Flugboots in den üblichen Begriffen eines Luftmelodrams zu beschreiben, respektvolle Anerkennung. Es sei schwer zu glauben, aber könne versichert werden, dass der neue Film keinen einzigen Bruch enthalte. Der Film lasse den großartigen Flug des Clippers für sich selbst sprechen und würze sein Epos über die kommerziellen Flugrouten mit einer Spur Melodrama. Mit ihrem üblichen Geschick in diesen Dingen hätten die technischen Experten von Warner den Flug zu einem Erlebnis von bemerkenswerter fotografischer Schönheit, Spannung und prickelnder Aufregung gemacht. Die Besetzung habe ihre Aufgabe mit lobenswerter Geradlinigkeit erfüllt. Pat O’Brien habe ein spannendes Porträt verkörperter Energie beigesteuert. Auch Humphrey Bogart und Ross Alexander als Pilotenpaar, der verstorbene Henry B. Walthall als Schiffskonstrukteur und Addison Richards als gestresster Geldgeber müssten auf die Habenseite eines durchweg glaubwürdigen Films gesetzt werden.
Paul Tatara schrieb, dass das seinerzeitige Publikum mehr an den Flugaufnahmen beziehungsweise den Wochenschauaufnahmen, die echte Clipper gezeigt hätten, interessiert gewesen sei. Tatara verwies darauf, dass das Monthly Film Bulletin damals geschrieben habe, dass ein Teil der Dramatik der eigentlichen Leistung in der konstruierten Dramatik der fiktiven Handlung verloren gegangen sei. Eine energische Regie mit dem beträchtlichen Schwerpunkt auf Nahaufnahmen habe die Mängel jedoch ausgeglichen und das Fliegen sei im Allgemeinen ziemlich aufregend. Der Film biete ausgezeichnete Unterhaltung. Das sei alles gewesen, was Warner Bros. habe erreichen wollen, und habe sich als ausreichend herausgestellt.
Frank Showalter schrieb bei Frank’s Movie Log, dass das Drehbuch des ehemaligen Navy-Piloten Frank „Spig“ Wead durch die Vermittlung der technischen und logistischen Probleme, die mit der Großfliegerei verbunden seien, glänze, aber Probleme habe, die Geschichte verständlich zu erzählen. Die Filmfiguren unterhielten sich in Monologen voller Erklärungen, die eher wie an das Publikum gerichtete Reden wirkten und nicht wie Gespräche mit dem jeweils anderen Menschen. O’Briens roboterhafte Art zu sprechen vermittle eher die kurzsichtige Besessenheit, die man brauche, um durchzuhalten, aber nicht die angeborene Leidenschaft. Das Ergebnis lasse seinen Charakter eher stur als edel wirken. Auch biete das Drehbuch keine Szenen, die O’Briens Liebe zum Fliegen zeigen würden, er scheine mehr davon begeistert zu sein, eine Fluggesellschaft zu besitzen, als davon, in der Luft zu sein. Beverly Roberts, Ross Alexander und Humphrey Bogart kamen in Showalters Bewertung besser weg als O’Brien.